# NGC 4414
NGC 4414 este o galaxie spirală situată în constelația Părul Berenicei. A fost descoperită în 13 martie 1785 de către William Herschel. Se află la o distanță de 62.000.000 al de Pământ.